# المصاع

المصاع  هي إحدى القرى اللبنانية من قرى قضاء راشيا في محافظة البقاع.